# Valle del Giovenco
La Valle del Giovenco è una valle abruzzese, estesa circa 405 km², situata nella Marsica, in provincia dell'Aquila, pressoché corrispondente al bacino idrografico del fiume Giovenco.

## Descrizione
Situata nell'Appennino abruzzese, segna il confine geografico della Marsica orientale con la valle Peligna e la valle Subequana, alla quale è collegata tramite il valico di Forca Caruso. Il settore settentrionale della valle ricade nell'area del parco naturale regionale Sirente-Velino; a ovest confina con la Vallelonga, comprendendo i comuni che insistono sul versante est-sudest della piana del Fucino; infine a sud confina con l'area dell'Alto Sangro e con l'area protetta del parco nazionale d'Abruzzo, Lazio e Molise, costituendo una delle porte d'ingresso a nord dell'area protetta.

## Storia

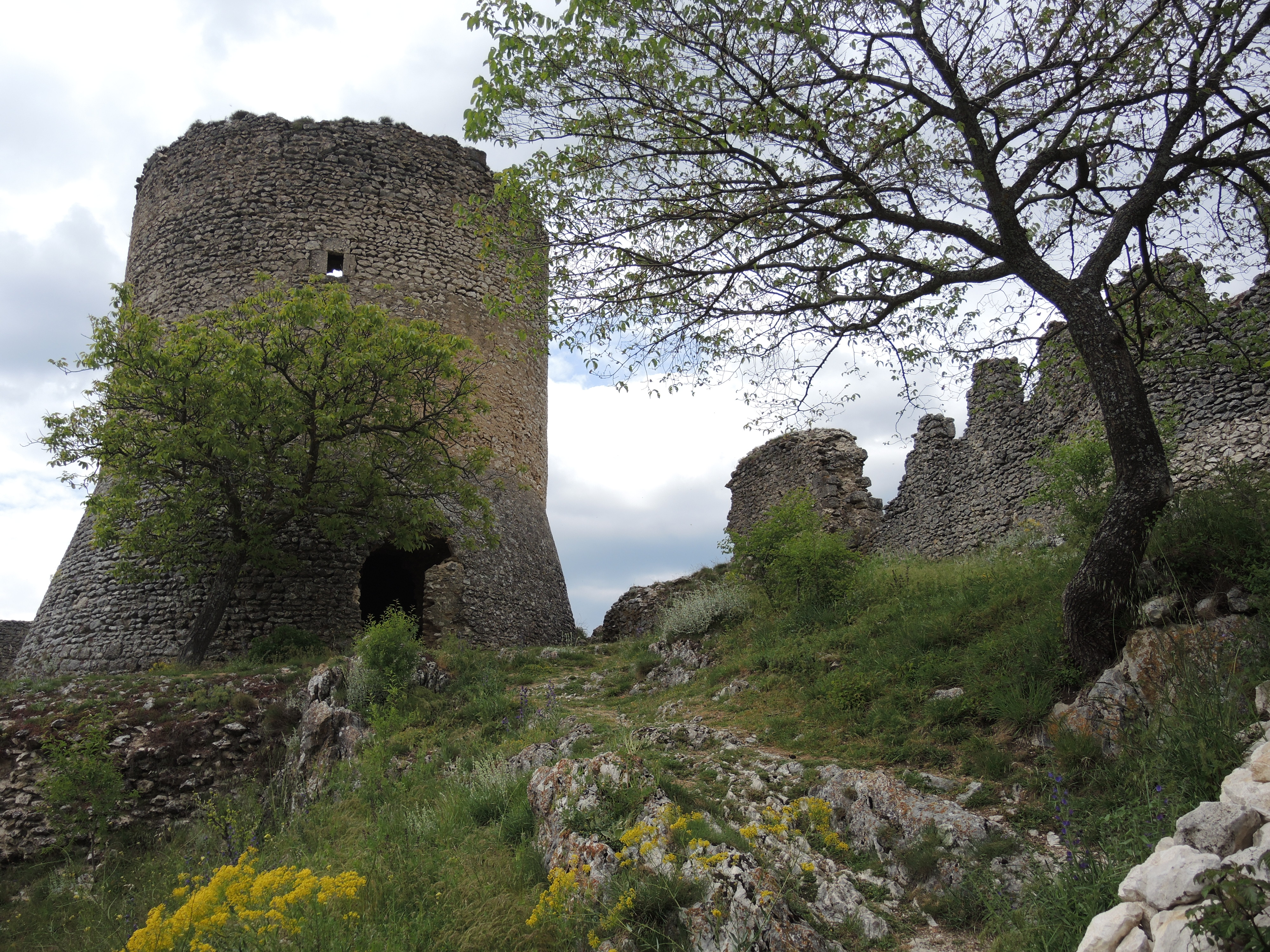
Torre e ruderi del castello di Ortona dei Marsi

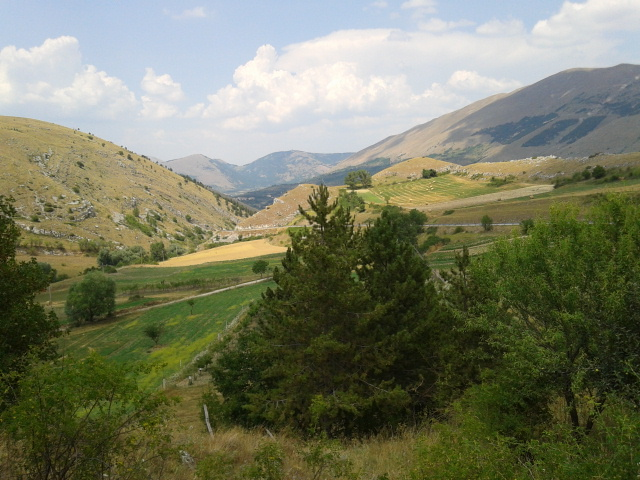
Il territorio di Aschi Alto

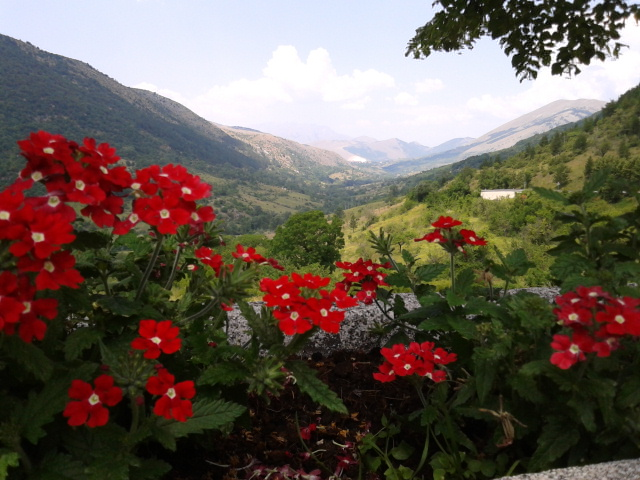
Veduta della valle da San Sebastiano dei Marsi

La valle prende il nome dal fiume Giovenco, la cui sorgente si trova sul monte Pietra Gentile, a un'altitudine di 1250 m s.l.m. nel territorio del parco nazionale d'Abruzzo, Lazio e Molise. Il fiume, che l'attraversa quasi completamente, sfocia nel canale collettore della piana del Fucino, attraversando il quale si spinge nell'emissario ipogeo dei cunicoli di Claudio fin oltre il ventre del monte Salviano, confluendo infine nel fiume Liri sotto l'abitato antico di Capistrello.
Quando il Fucino era un lago, il fiume Giovenco e le sorgenti di Bisegna rappresentavano il principale affluente dello specchio d'acqua.
Diversi rinvenimenti in siti d'interesse archeologico dislocati da Aielli a San Sebastiano dei Marsi fanno risalire già dal Neolitico le frequentazioni di tribù nomadi in questi luoghi. Ancora più numerosi sono stati i ritrovamenti di oggetti risalenti all'età del ferro.
Il centro fortificato più importante dell'area è l'oppidum di Ortona dei Marsi, di cui sono ancora visibili le tracce di mura in opera poligonale situate tra le frazioni di Rivoli e Cesoli che appartengono all'insediamento fortificato dell'antica Milonia. Qui i Sanniti, alleati con i Marsi, cercarono di contrastare la spinta espansionistica dei Romani prima di esserne assoggettati nel 294 a.C. In un'area della valle del Giovenco tra San Benedetto dei Marsi e Ortona dei Marsi nacque Quinto Poppedio Silone, condottiero e strenuo fautore dei diritti delle popolazioni italiche, grazie al quale anche i Marsi ottennero nell'88 a.C. i benefici della cittadinanza romana dopo tre anni di guerra sociale (denominata anche "guerra italica" o "guerra Marsica"), a cui fece seguito il processo di romanizzazione delle popolazioni locali.
Dal primo dopoguerra, nella prima metà del Novecento, l'area fu interessata dal fenomeno dell'emigrazione italiana, che si fece più consistente dal secondo dopoguerra causando il grave spopolamento dei borghi montani.
In epoca contemporanea anche la valle del Giovenco, come tutta l'area fucense-rovetana, subì gravissimi danni a causa del terremoto della Marsica del 1915.
L'istituzione nel 1922 del parco nazionale d'Abruzzo da un lato e la creazione nel 1989 del parco naturale regionale Sirente-Velino dall'altro ha favorito la valorizzazione delle aree montane e il recupero architettonico dei borghi che caratterizzano il suo territorio. Nel 1922 ci fu, grazie all'adesione di alcuni comuni della valle, la costituzione del primo consorzio forestale italiano, con la nascita della condotta forestale marsicana. Erminio Sipari fu l'artefice e il primo presidente del parco nazionale d'Abruzzo e anche il promotore della condotta forestale.
Il 26 marzo 1946 una bomba innescata durante la ritirata dei nazisti causò la morte di sette giovani e il ferimento grave di diversi operai impegnati nella ricostruzione del ponte sul fiume Giovenco situato lungo la strada provinciale 17, in località Campomizzo, tra Bisegna e Gioia dei Marsi e fatto crollare dagli Alleati.
La valle del Giovenco è stata fino al 2008 inclusa in una delle tre comunità montane della Marsica: le altre erano la comunità montana Marsica 1 e la comunità montana Valle Roveto, successivamente confluite nella comunità montana Montagna Marsicana.

## Infrastrutture e trasporti
Nel tratto che va da Aielli Stazione a Carrito di Ortona la valle è attraversata dall'autostrada A25 Roma-Torano-Pescara; nel suo territorio ricade il casello autostradale di Pescina. La strada statale 5 Via Tiburtina Valeria e la linea ferroviaria Roma-Avezzano-Sulmona-Pescara attraversano la sua porzione più settentrionale, mentre la strada statale 83 Marsicana la congiunge a Pescasseroli e all'area del parco nazionale d'Abruzzo, Lazio e Molise. La strada provinciale 17 collega Pescina a Ortona dei Marsi, Bisegna e Gioia dei Marsi fino al ricongiungimento con la strada statale 83 Marsicana, in località Campomizzo.

## Monumenti e luoghi d'interesse

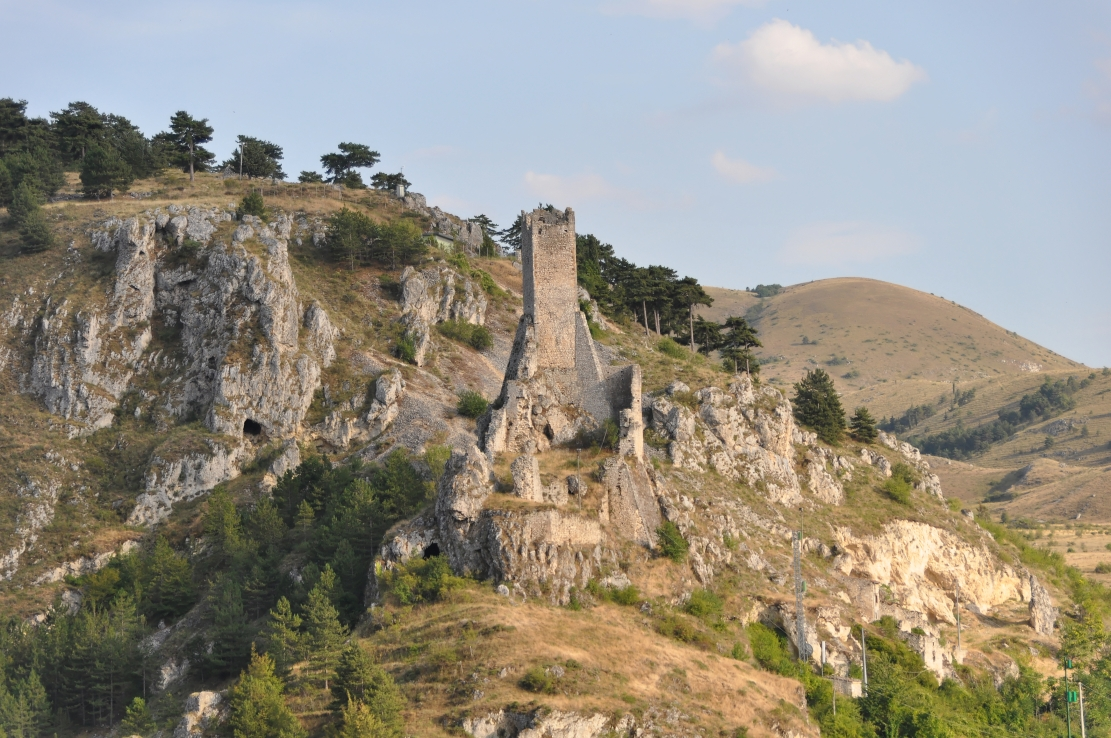
Torre Piccolomini di Pescina

- Aielli, torre medievale, museo della Luna e borgo di Aielli Alto.
- Borghi, centri visita e musei di Ortona dei Marsi, Bisegna e San Sebastiano dei Marsi.
- Cerchio, chiesa di Santa Maria delle Grazie e museo civico.
- Collarmele, chiesa di Santa Maria delle Grazie, area di Cerfennia, Forca Caruso e parco eolico.
- Gioia Vecchio.
- Torre e paese abbandonato di Sperone sul monte Serrone.
- Lecce nei Marsi, area di Lecce Vecchio e Cicerana.
- Ortona dei Marsi, chiesa di San Giovanni Battista, torre e ruderi del castello medievale, area d'interesse archeologico di Milonia.
- Castello Piccolomini di Ortucchio.
- Pescina, concattedrale di Santa Maria delle Grazie, chiesa di Sant'Antonio, casa museo Ignazio Silone, casa museo Mazzarino, torre di San Berardo, torre Piccolomini.
- San Benedetto dei Marsi, anfiteatro e domus romana di Marruvio, facciata dell'ex cattedrale di Santa Sabina.